# Приданцы
Прида́нцы (бел. Прыданцы) — деревня в составе Горбовичского сельсовета Чаусского района Могилёвской области Республики Беларусь.

## Население
- 2010 год — 40 человек